# Esteban de Valdaracete
Esteban de Valdaracete, nacido Estebanía (Valdaracete, 1496 - ¿?) y asignado mujer al nacer, fue una persona intersexual española que vivió en los siglos XV y XVI.

## Biografía
Esteban nació en 1496 en Valdaracete, en la provincia de Madrid. Fue asignado como una mujer y recibió el nombre de Estebanía.
Desde una temprana edad se destacó por su fuerza y velocidad, y practicó actividades tradicionalmente masculinas.
Tras abandonar su provincia se estableció en Granada, y alcanzó tal fama por sus supuestas acciones heroicas que fue convocado por las autoridades de la Chancillería de la ciudad, ya que no creían posible que una mujer pudiese realizar dichas hazañas. Allí fue examinado por diversas mujeres parteras, quienes le declararon hermafrodita y le ordenaron elegir un sexo bajo el que vivir el resto de su vida. Esteban eligió vivir como un hombre, adoptando su nuevo nombre e identidad.
Ya como varón contrajo matrimonio con una mujer, y comenzó a trabajar como profesor de esgrima. Ganó aún mayor reconocimiento cuando, tras una visita del emperador Carlos I de España a la ciudad, este derrotó a sus mejores oficiales en combate.
Esteban murió finalmente a una temprana edad. En el funeral tanto su madre como su esposa lloraron su muerte, refiriéndose su madre a él como «hija» y su mujer como «esposo».